# Atletika na Letních olympijských hrách 1976 – 200 metrů muži
 Běh na 200 metrů mužů na Letních olympijských hrách 1976 se uskutečnil ve dnech 25. a 26. července na Olympijském stadionu v Montrealu. 

## Výsledky finálového běhu
| *                | jméno              | země                   | čas   |
| ---------------- | ------------------ | ---------------------- | ----- |
| Zlatá medaile    | Donald Quarrie     | Jamajka                | 20,23 |
| Stříbrná medaile | Millard Hampton    | Spojené státy americké | 20,29 |
| Bronzová medaile | Dwayne Evans       | Spojené státy americké | 20,43 |
| 4                | Pietro Mennea      | Itálie                 | 20,54 |
| 5                | Rui da Silva       | Brazílie               | 20,84 |
| 6                | Bogdan Grzejszczak | Polsko                 | 20,91 |
| 7                | Colin Bradford     | Jamajka                | 21,17 |
| 8                | Hasely Crawford    | Trinidad a Tobago      |       |